# Nathaniel Asamoah
Nathaniel Ohene Asamoah (sinh ngày 22 tháng 2 năm 1990) là một tiền đạo bóng đá người Ghana thi đấu cho Aduana Stars.

## Sự nghiệp câu lạc bộ
Sinh ra ở Accra, Nathaniel Ohene Asamoah bắt đầu sự nghiệp chuyên nghiệp cùng với All Stars. Vào tháng 1 năm 2011 anh gia nhập Asante Kotoko. Một năm sau, vào tháng 2 năm 2012, anh ký hợp đồng với câu lạc bộ Serbia Red Star Belgrade. Anh trở lại Ghana khi bản hợp đồng hết hạn cuối mùa giải 2012–13. Vào tháng 9 năm 2013, Asamoah gia nhập Medeama. Vào tháng 8 năm 2015, anh ký hợp đồng với Raja Casablanca.

### Thống kê sự nghiệp
Tính đến 1 tháng 6 năm 2013
| Thành tích câu lạc bộ       | Thành tích câu lạc bộ | Thành tích câu lạc bộ | Giải vô địch | Giải vô địch | Cúp                | Cúp                | Châu lục | Châu lục  | Tổng | Tổng |
| --------------------------- | --------------------- | --------------------- | ------------ | ------------ | ------------------ | ------------------ | -------- | --------- | ---- | ---- |
| Câu lạc bộ !\| Giải vô địch | Số trận               | Bàn thắng             | Số trận      | Bàn thắng    | Số trận            | Bàn thắng          | Số trận  | Bàn thắng |      |      |
| Serbia                      | Serbia                | Serbia                | Giải vô địch | Giải vô địch | Cúp bóng đá Serbia | Cúp bóng đá Serbia | Châu Âu  | Châu Âu   | Tổng | Tổng |
| 2011–12                     | Red Star              | Superliga             | 1            | 0            | 0                  | 0                  | 0        | 0         | 1    | 0    |
| 2012–13                     | Red Star              | Superliga             | 11           | 1            | 1                  | 0                  | 2        | 0         | 14   | 1    |
|                             |                       |                       | Giải vô địch | Giải vô địch | Cúp                | Cúp                | Châu lục | Châu lục  | Tổng | Tổng |
| Tổng                        | Serbia                | Serbia                | 12           | 1            | 1                  | 0                  | 2        | 0         | 15   | 1    |
| Tổng cộng sự nghiệp         | Tổng cộng sự nghiệp   | Tổng cộng sự nghiệp   | 12           | 1            | 1                  | 0                  | 2        | 0         | 15   | 1    |

## Danh hiệu
Red Star
- Cúp bóng đá Serbia (1): 2011–12[4]

Medeama
- Cúp bóng đá Ghana: 2015[4]
- Siêu cúp bóng đá Ghana: 2015

## Sự nghiệp quốc tế
Nửa sau năm 2011 Asamoah được triệu tập vào đội tuyển quốc gia Ghana trước Swaziland và Brazil, nhưng không thi đấu một trận nào.
Anh cuối cùng cũng có màn ra mắt cho Ghana ngày 25 tháng 5 năm 2015, trong trận giao hữu với Madagascar.